# Асунсьон (остров)
Асунсьо́н (англ. Asuncion) — остров в архипелаге Марианские острова в Тихом океане. Принадлежит Северным Марианским Островам и входит в состав муниципалитета Северные острова.

## География

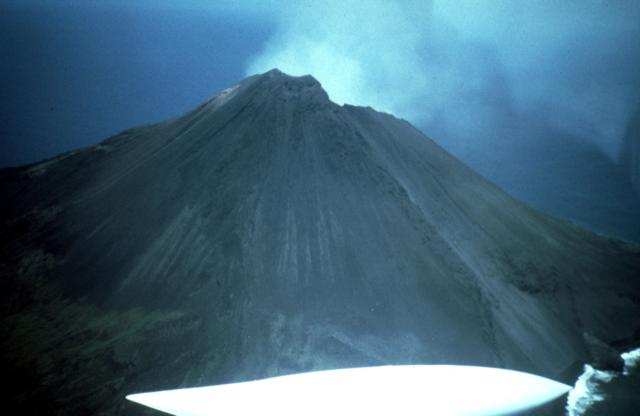
Вид на остров с воздуха

Остров Асунсьон расположен в северной части архипелага Марианские острова. Омывается водами Тихого океана. В 102 км к юго-востоку от острова расположен остров Агрихан, в 37 км к северо-западу — острова Мауг. Ближайший материк, Азия, находится в 2500 км.
Остров Асунсьон, как и другие Марианские острова, имеет вулканическое происхождение и представляет собой вулканический конус. Вулкан по форме асимметричен: северо-восточные склоны более обрывистые и крутые, а юго-западные — более пологие. Южные и западные склоны покрыты вулканическим пеплом. Рельеф острова гористый с крутыми склонами и глубокими ущельями. Длина Асунсьона составляет около 3,4 км, ширина — 2,6 км. Высшая точка острова достигает 891 м. Площадь Асунсьона составляет 7,31 км².

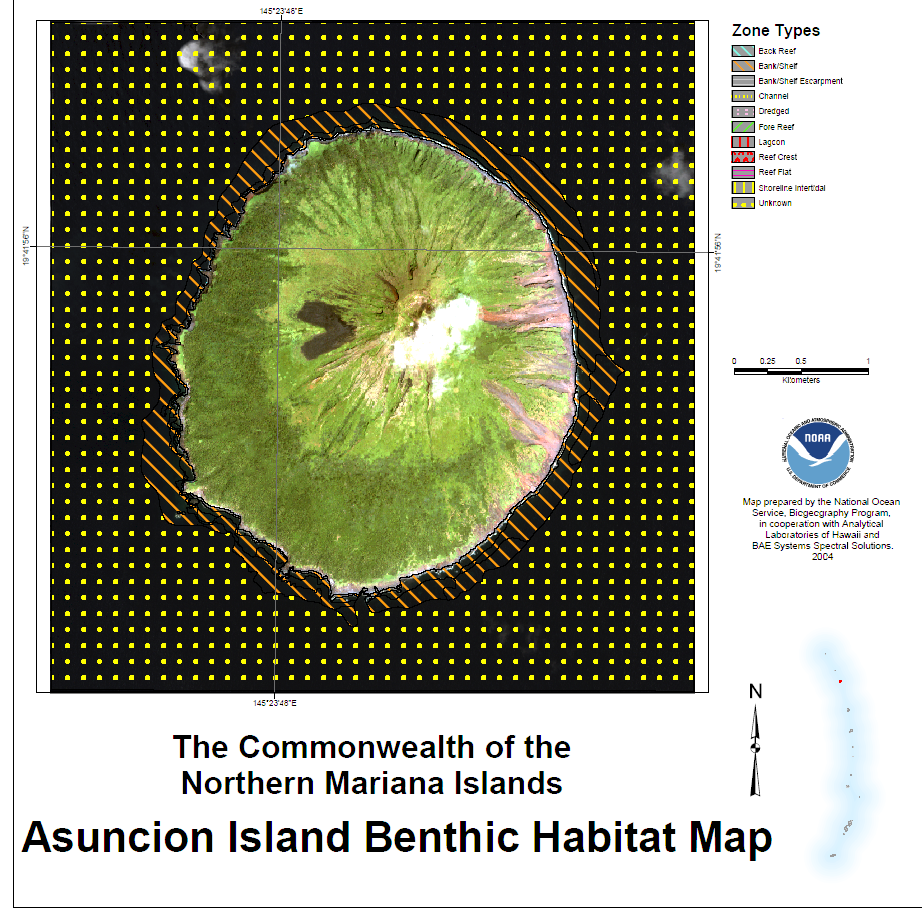
Бентическая карта острова

Климат влажный тропический. Остров подвержен вулканическим извержениям и циклонам.
На верхних склонах вулканов расположились луга и заросли древесного папоротника, а в ущельях — тропические леса. Часть острова покрыта кокосовыми пальмами (следы кокосовых плантаций), папайей, панданусом.

## История
Европейским первооткрывателем острова стал испанец, католический миссионер Диего Луис де Санвиторес (исп. Diego Luis de Sanvitores), открывший Асунсьон в 1669 году. Остров впоследствии стал владением Испании.
12 февраля 1899 года Марианские острова были проданы Испанией Германии. С 1907 года Асунсьон был частью Германской Новой Гвинеи, подчиняясь окружному офицеру Каролинских островов. В период с 1909 по 1912 года на Асунсьоне вёлся отлов местных птиц для получения перьев, которые впоследствии украшали шляпы японцев и европейцев.
14 октября 1914 года Марианские острова были оккупированы японцами. В 1920 году над островами был установлен мандат Лиги Наций.
В 1980 году Асунсьон был объявлен заповедником.

## Население
В настоящее время остров необитаем. Асунсьон был обитаем вплоть до 1695 года, когда все жители были переселены сначала на остров Сайпан, а затем, в 1698 году, на остров Гуам.